# 노터데임 대학교

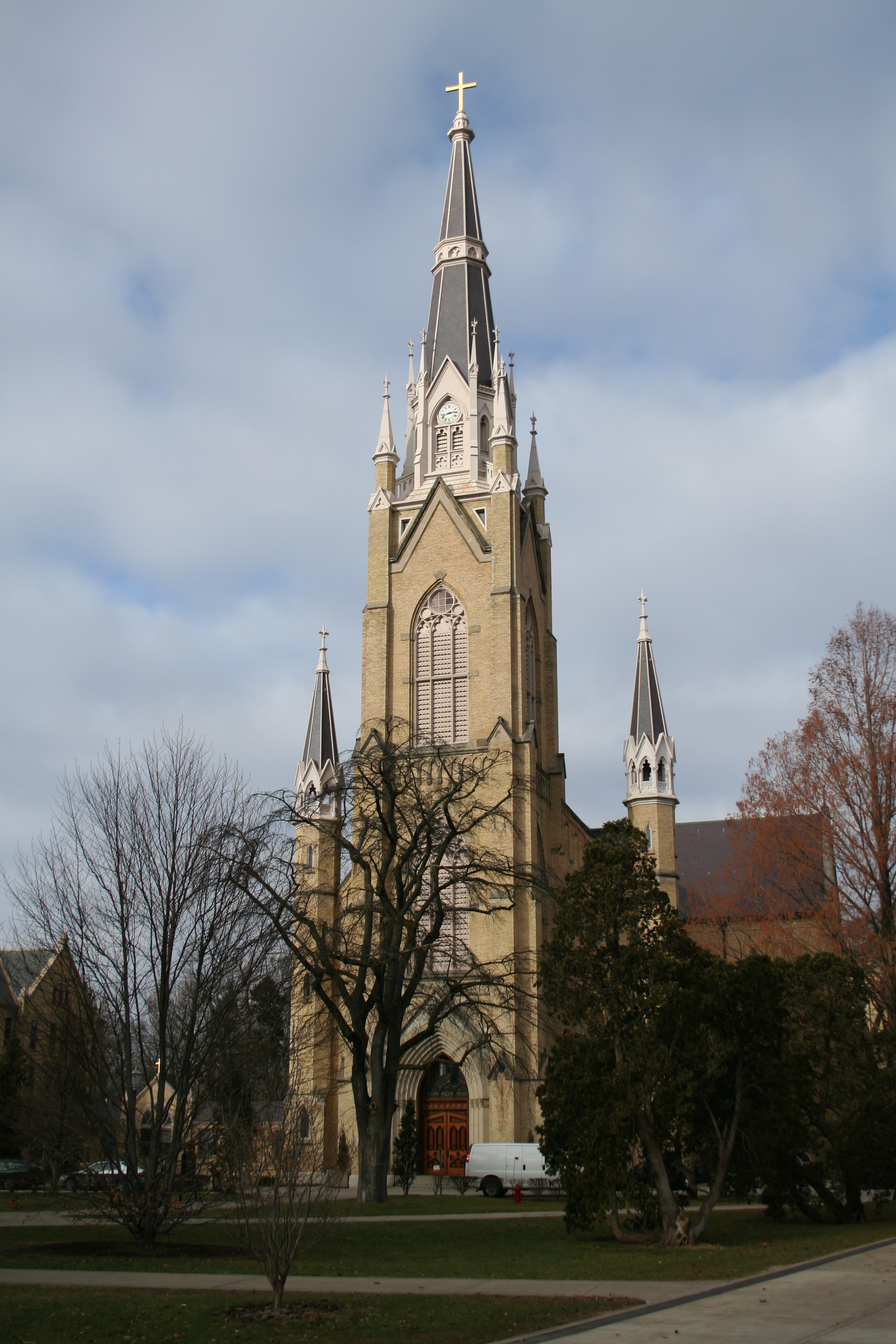
노터데임 대학교 캠퍼스 성당

노터데임 대학교(혹은 노트르담/노틀담 대학교, University of Notre Dame)는 미국 인디애나주 노터데임에 위치한 연구 중심의 종합 사립 대학이며 미국 최상위권 명문대학 중 하나이다. 1842년에 설립되었으며 조지타운 대학교와 더불어 세계에서 가장 잘 알려진 가톨릭계 고등교육기관이다.
노터데임 대학교는 세계 최고 대학들 중 하나로 꾸준히 인정받아왔으며 2019년 미국뉴스일간지가 발표한 대학순위에서 15위를 차지했다. 또한 프린스턴 리뷰의 설문조사 "학부모들이 자녀들을 보내고 싶은 드림 칼리지"에서 6년 연속 10위 안에 올랐다. 뉴스위크지는 노터데임 대학교를 '뉴 아이비리그' 대학 중 하나로 선정했다.
대부분의 학생은 로마 가톨릭교회 신자이지만 종교에 불문하고 학생을 선발하고 있으며, 8,400여 명의 학부생과 3,400여 명의 대학원생이 공부하고 있다.
전통적인 기독교적 가치관이 강해서인지 남녀 구별된 기숙사 생활과 통금시간이 있으며, 각 기숙사마다 기도하는 공간과 성당이 있다. 유색인종의 비율이 타 대학에 비해 적은 편이다. 현재 재학생 중 약 7%가 아시아계라고 한다. 신입생들은 확정된 전공이 없이 1학년때에는 다양한 과목을 선택하여 공부할 수 있고 2학년때 전공을 확정한다.
학부와 대학원에 300개 이상의 학생 써클이 음악, 체육, 학생회 분야에 있고, 대부분 학생들이 많은 교외 활동에 적극적으로 참여하고 있다. 또한 노터데임에서 미식축구가 유명하다. 이 학교의 전통 운동경기인 미식축구 시즌에는 거의 학교 전체가 축제 분위기이라고 한다. 학생과 교수 비율은 12:1이고 학기는 2학기제이다. 재학생 중 84% 정도가 출신 고등학교에서 상위권 10% 이내에 랭크되었던 학생들이다. 졸업생들이 10년 이내에 약 60% 정도가 대학원/전문대학원 학위를 취득하고 있다.
졸업률은 96%로 하버드 대학교와 예일 대학교 다음으로 가장 높다. 또한 학생 유보율 (retention rate)은 98%로 미국에서 최고로 높은 학교중 하나다. 노터데임 대학을 졸업해 의대에 합격하는 학생은 80%로 전국평균의 두배이다. 노터데임의 풋볼팀은 2012년 2위를 기록했으며, 노터데임의 악단 (marching band) 은 미국에서 가장 오래된 전통있는 음악 단체이다.

## 역사
1842년, 빈센즈 주교였던 셀레스틴 귀네메르 드 라 하일랑디에르 주교는 성십자가 수도회의 신부였던 에드워드 소린 신부에게 2년내에 대학을 설립하는 조건으로 토지를 제공한다. 이에 소린 신부는 동년 11월 26일, 같은 수도회의 동료 신부들 8명과 함께 부지에 도착, 스티븐 배딘의 옛 통나무 교회당을 학교로 사용하면서 학생 2명을 얻었고, 학교 신설 건물들에 대한 전반에 관한 작업을 시작한다.
처음에는 일반 초 중교육기관으로 시작되었으나, 후에 인디애나 주의회로부터 1844년 1월 15일, 대학 인가를 받았으며, 이때 노트르담 뒤라크 대학교(University of Notre Dame du Lac), 즉 '호수의 성모 마리아 대학'으로 개칭되었다. 그러나 대학 초창기에는 남학교로 시작되었으므로 1844년, 성십자가 수도회에 의해 여자대학인 세인트 메리스 칼리지가 설립된다.
1849년, 대학 최초의 학위가 수여되었고, 학생 수가 많아짐에 따라 학교 자체도 확장세로 들어선다. 그 결과 1865년, 소린 신부에 의해 세워졌던 본관은 새로 신축한 대형건물로 전환되었고, 1873년 레모니에 신부에 의해 도서관 장서가 시작되고, 1879년, 만권의 장서로 불어나 본관에 배치되게 된다. 그러나 1879년 4월에 있었던 화재로 인해 본관과 부속 도서관이 소실되자 이듬해 재건이 시작되었으며, 장서 역시 신관이 준공되면서 신관에 다시 배치되었다.
아울러 훗날 워싱턴 홀로 개칭되는 음악홀과 1880년, 과학학부가 신설됨과 동시에 과학관이 3년후인 1883년 개설되었고, 1890년에는 기숙사 건물이 개설되었으며 법대 건물이 개설되는 등 신설되는 학교 건물들이 늘어나게 되었다.
그후 시어도어 헤즈버그(Theodore Hesburgh)가 1952년 대학총장으로 취임하면서 1987년 이임했던 35년 동안 장족의 발전을 거듭하게 되었다. 우선 운영비가 9천 7백만 달러에서 17억 6천 6백만 달러로 늘어남과 동시에 기부금 역시 9백만 달러에서 350만 달러로 늘어났으며, 연구 지원금 역시 73만 5천달러에서 1천 5백만달러로 증가되었다. 이러한 결과로 등록 학생수가 4천 979명에서 9천 6백명으로, 교수진들 역시 389명에서 950명으로 2배이상 증가되면서, 결과적으로 학위 수여건도 1,212건에서 2,500건으로 증가되었다.
그러나 무엇보다 그의 큰 업적 중 하나는 학교를 남녀공학으로 전환했다는 점이다. 1960년대 중반 여자대학이었던 세인트 메리스 여대와 학과 교류 중이었으나, 학교의 단성 유지 방침에 의해 여학생들이 등록거부를 당했다. 이러한 경직된 학사방침은 상당수의 학생들이 남녀공학으로의 전학을 고려한다는 설문조사까지 나옴에 따라, 논의를 거듭한 끝에 남녀공학 대학으로의 전환을 계획하게 되었다. 이 과정에서 양 학교의 교수진들의 자격과 급료관련에서 차이가 보여 세인트 메리스 여대와의 합병안이 기각된다.
그럼에도 노트르담대는 기존의 남성전용 기숙사들 중 2동을 여성전용으로 전환시켜 남녀공학으로 전환했고, 1971년 세인트 메리스 여대 출신 전학생이었던 메리 앤 프록터가 이 대학 첫 여학생으로 등록되었다. 그러나 가톨릭의 보수적 학풍은 그대로 유지, 1999년 동성애자의 캠퍼스 내에서의 차별금지를 기각한 것과 관련 교수진들과 학생들과 의견충돌이 있었기도 했다.
노터데임 대학에 대한 평가는 다음과 같다:
- 2019년 《U.S. 뉴스 & 월드 리포트》 대학 평가에서는 전미 15위를 기록하였다.
- 2018년 《USA Today》 대학 평가에서는 종합대학평가 전미 10위를 기록하였다.
- 2017년 《포브스》 대학 평가에서는 중서부 대학 1위를 기록하였다.
- Princeton Review에서 6년 연속 학부모들이 가장 학생들을 보내고 싶은 10개 대학 중 하나로 선정되었다.
- 2017년 《비즈니스 위크》 경영대학 평가에서는 멘도자 경영대학이 5년 연속 전미 1위로 선정되었다.
- 2017년 미국의 참고서 "스파크노트"가 발표한 "미국의 엘리트 대학교" 중 하나로 선정되었다.
- 2018년 세계에서 가장 권위있는 장학금 제도인 풀브라이트 프로그램을 브라운 대학교 다음으로 가장 많이 수여받은 대학으로 선정되었다.

## 단과 대학
- 멘도자 경영대학(Mendoza College of business) - 1962년 설립. 금융, 마케팅, 경영 등의 전공을 제공한다. 블룸버그 비즈니스위크 랭킹에 2014년 포함 5년 연속으로 미국 학부 경영대 1위에 올라있다.
- 과학대학(College of Science) - 1898년 설립. 주로 의대나 치대를 준비하는 학생들이 대부분이다. 학부생은 총 953명이다
- 건축대학(School of Architecture) - 1898년 설립.
- 공학대학(College of Engineering) - 우주, 기계, 도시 공학, 지지학, 생명공학, 컴퓨터, 전자 공학 등
- 문과대학(College of Arts and Letters) - 1842년 설립. 약 21개 학과 약 2,500명 학생

## 입학 현황
2023년 졸업예정으로 2019년 가을에 입학한 신입생의 경우 총 22,199명의 지원자 중 15.8% 합격으로 학교 사상 가장 입학이 어려운 해였다.
2021년 졸업반 합격학생들의 경우 89%가 각 학교의 상위 10%의 성적 (SAT혹은 내신) 을 받았으며, SAT에 평균적으로 1510점 (1600 만점) 을 득점했다. 또한 고등학교 내신 석차 1위나 2위를 차지한 고등학생들의 지원자들의 합격률은 39%였다.
또한 42%의 미국발 입학학생이 유색인종이며 9%가 해외 입학학생이다. 미국내 입학 학생분포도는 동부가 22%, 중부가 35%, 서부가 22%, 남부가 13%로 다양하다.
합격자 최종 등록률은 매년 55% 이상으로 매우 높은 학교중 하나이다.